# Bazylika św. Anny w Jerozolimie
Bazylika świętej Anny w Jerozolimie (hebr. כנסיית סנטה אנה; arab. كنيسة القديسة حنة) – rzymskokatolicki kościół znajdujący się na początku ulicy Derech Sha’ar HaArayot, będącej przedłużeniem ulicy Via Dolorosa, w pobliżu Bramy Lwów i kościołów Biczowania i Skazania, w Dzielnicy Muzułmańskiej Starego Miasta Jerozolimy. Bazylika mniejsza od 10 lipca 1954 roku, zalicza się do eksterytorialnych Posiadłości Francji w Ziemi Świętej.

## Historia
Protoewangelia Jakuba umieszcza miejsce narodzenia Najświętszej Maryi Panny, matki Jezusa Chrystusa w pobliżu Bazyliki (ProtEwJk 4,4). Tam przy Sadzawce Owczej już od początku V wieku przychodzili pielgrzymi, odwiedzając to miejsce, gdzie pierwotnie stał kościół pw. Paralityka i NMP w miejscu jej przypuszczalnego narodzenia. Kościół ten został później zniszczony jeszcze przed przybyciem krzyżowców, a potem odbudowany wraz z klasztorem. W 1192 roku kościół został przekształcony w kolegium szafickie, jak informuje o tym arabski napis na tympanonie głównego wejścia, przyjmując nazwę Salahije, stając się niedostępny dla chrześcijańskich pielgrzymów. Dopiero w XV wieku franciszkanie z Kustodii Ziemi Świętej otrzymali firman sułtański, pozwalający na dwukrotne w ciągu roku odprawienie mszy świętej w kościele (8 września i 8 grudnia). W 1856 roku, w dowód wdzięczności za francuskie wsparcie podczas wojny krymskiej, sułtan turecki Abdülmecid I podarował kościół Napoleonowi III Bonaparte i odtąd należy on do rządu Francji. Kościół został odrestaurowany przez architekta Christopha Édouarda Maussa i przekazany w 1878 roku Zgromadzeniu Misjonarzy Afryki zwanemu potocznie Ojcami Białymi, którzy obecnie administrują Bazyliką. W czasie wojny sześciodniowej, w czerwcu 1967 roku Bazylika została zbombardowana i znacznie zniszczona. W następnych latach odbudowana pod kierunkiem architektów M Trouvelota i o. C. Coüasnona OP i uroczyście otwarta 14 lipca 1971 roku.

## Charakterystyka

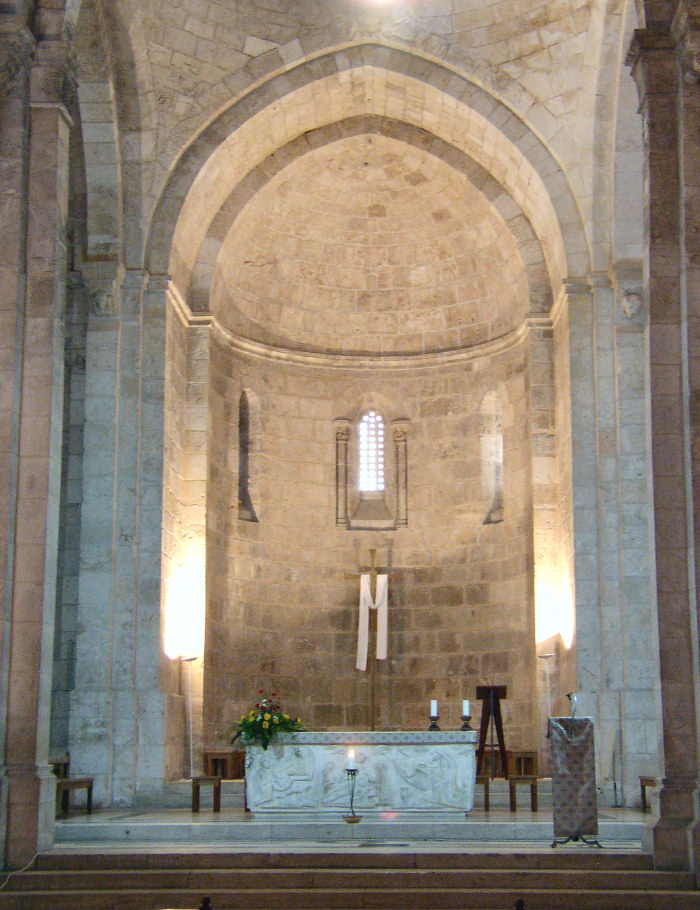
Ołtarz główny pod kopułą Bazyliki św. Anny w Jerozolimie

Bazylika jest poświęcona św. Annie i św. Joachimowi, rodzicom Maryi. Została wybudowana w stylu romańskim. Kościół ma 34 m długości i 19,5 m szerokości i jest zwieńczony kopułą na pendentywach. Składa się z trzech naw, które posiadają apsydy. W 1954 Ojcowie Biali zastąpili istniejący ołtarz nowym marmurowym z płaskorzeźbami o tematyce związanej z życiem Maryi artysty Philippa Kaeppelina. W centrum nawy południowej znajduje się zejście do krypty, gdzie czczone jest narodzenie Matki Bożej. Podczas II wojny światowej w krypcie tej po lewej stronie ołtarza żołnierze Armii Polskiej na Wschodzie umieścili w 1944 roku wizerunek Matki Bożej Ostrobramskiej oraz polskojęzyczną tablicę pamiątkową z napisem: 

W zbrojnym pochodzie do Polski przez Ziemię Świętą uczniowie szkół podchorążych – centrum wyszkolenia Armii Polskiej na Wschodzie oddając hołd Niepokalanej w miejscu Jej narodzenia – polecają się Jej opiece na zawsze szczególnie na okres walki o wolność ojczyzny i powrotu do swych rodzin. Jerozolima 29.1.1944.

Obecnie tablicę tę zdemontowano i umieszczono w Nowym Domu Polskim sióstr elżbietanek przy ulicy Hahoma HaShlishit w Jerozolimie .
Obok Bazyliki znajdują się pozostałości Sadzawki Owczej, związanej z cudownym uzdrowieniem paralityka przez Chrystusa (J 5,2).